# NGC 4478
NGC 4478 هي مجرة إهليجية تبعد حوالي 50 مليون سنة ضوئية تقع في كوكبة العذراء. تم اكتشافها من قبل عالم الفلك ويليام هيرشيل في 12 أبريل 1784. وهي عضو في مجموعة عنقود العذراء المجري.

## القرص النووي
باستخدام صور هابل أشير إلى أن NGC 4478 تحتوي على قرص نووي مركزي.

## المعادن
المناطق المركزية في المجرة عالية المعادن في حين وجود انخفاض مفرط في عنصر الحديد. في المقابل المناطق الخارجية من المجرة منخفضة المعادن في حين وجود ارتفاع مفرط في الحديد.

## عنقود مغلق
NGC 4478 لديها فئة فرعية نموذجية من جمهرة عناقيد مغلقة فقيرة المعادن. وعادة ما يعزى عدم وجود عناقيد مغلقة غنية بالمعادن في المجرات الأخرى إلى تنامي أو اندماج المجرات مع مجرات أخرى. المجرة الإهليلجية الأخرى المعروفة التي تبين أنة يهيمن عليها عناقيد مغلقة فقيرة المعادن هي المجرة العملاقة NGC 4874 التي تقع في وسط مجموعة عنقود كوما المجري.

### انخفاض عدد النجوم
بسبب الحد المدّي الناجم عن مسييه 87، تم تجريد كمية كبيرة من العناقيد المغلقة بعيدا عن NGC 4478 وأصبحت أعضاء في نظام عناقيد مسييه 87 المغلقة.

## التفاعل مع مسييه 87
من المرجح أن تكون NGC 4478 رفيق الإهليلجي العملاق مسييه 87. حيث تم فصل المجرات من بعضها البعض بنحو 130,400 سنة ضوئية (40 مليون فرسخ فلكي). ويبدو أن NGC 4478 قد تم اقتطاعه بشكل مرسوم من قبل مسييه 87.

## وصلات خارجية
- NGC 4478 على موقع ويكي سكاي: DSS2, SDSS, GALEX, IRAS, Hydrogen α, X-Ray, Astrophoto, Sky Map, Articles and images